# Чемпионат мира по спидкубингу 2003
Чемпионат мира по спидкубингу 2003 года — спортивное соревнование по спидкубингу, прошедшее 23—24 августа 2003 года в Торонто. В нём приняли участие 88 спортсменов из разных стран (в том числе 7 женщин), которые соревновались в 14 дисциплинах. Чемпионат был организован группой единомышленников через интернет, а основанием для проведения такого мероприятия спустя 21 год после предыдущего ЧМ стал постепенный рост интереса к механическим головоломкам после относительного забытья в предыдущие годы.
Будучи вторым по счёту и первым в XXI веке мировым соревнованием по спидкубингу, этот чемпионат вызвал большой интерес в обществе, широко освещался средствами массовой информации, поспособствовал росту популярности этого вида спорта. В следующем году организаторами турнира была создана Всемирная ассоциация кубика, часть правил которой заложили некоторые регламенты второго чемпионата мира.
В чемпионате принимала участие профессор Бингемтонского университета Джессика Фридрих, которая в 1997 году разработала и опубликовала 
способ сборки кубика Рубика. Она заняла второе место в дисциплине 3×3×3. Примечательно, что и победитель, и многие другие участники состязания пользовались этим же методом, который был уже достаточно известен.

## Организация
В 1999 году Крис Хардвик из города Роли (Северная Каролина) основал в соцсети Yahoo! Groups сообщество «Speedsolvingrubikscube», где спидкуберы могли делиться своими достижениями. Рон ван Брухем запустил сайт speedcubing.com вместе со своим другом Тоном Денненбруком, заядлым коллекционером головоломок. Поскольку спидкуберы жили по всему миру, они хотели организовать соревнование, на котором они все могли бы встретиться. В 2003 году под руководством Дэна Госби они организовали чемпионат мира по кубику Рубика в Торонто.
Чемпионат проводился в Научном центре Онтарио в течение двух дней. В первый день проводились отборочные туры, во второй — финалы, а также единственные туры в одноэтапных дисциплинах. В прессе отмечалось, что на соревнованиях царила очень позитивная атмосфера, а общий уровень организации был весьма неплохим. Общий призовой фонд соревнования составил около 18000 канадских долларов, причём победитель дисциплины «куб 3×3×3» получал 5000 CAD. Кроме того, все участники получали сувениры.

## Регламент
Регламент второго чемпионата мира хотя и послужил основой для принятых впоследствии Положений WCA, однако имел некоторые отличия.
- В дисциплине 3×3×3 соревнования проводились в 3 этапа. В первом туре участвовали все заявившиеся спортсмены, каждый делал по 3 попытки, в зачёт шло лучшее время (англ. Bo3). Во второй тур проходили 32 лучших участника, его регламент был аналогичен первому. В финал выходили 8 лучших участников второго этапа, каждый делал по 5 попыток, в зачёт шло среднее усечённое время (англ. Ao5).
- В дисциплинах 4×4×4 и 5×5×5 соревнования проводились в 2 этапа. Участники делали по 3 попытки, в зачёт шло среднее арифметическое время (англ. Mo3). В финал проходили трое лучших спортсменов из отборочного тура. Регламент финала аналогичен.
- В дисциплинах «магия» и «мастер-магия» участники делали по 3 попытки, в зачёт шло лучшее время (англ. Bo3).
- В дисциплине «3×3×3 одной рукой» участники делали по 2 попытки, в зачёт шло лучшее время (англ. Bo2).
- Во всех остальных дисциплинах участники делали 1 попытку (англ. Bo1).

Таким образом, во многих дисциплинах, за исключением собственно кубика Рубика, имелось расхождение с правилами вида спорта, которые были кодифицированы в августе 2004 года как Положения WCA (англ. WCA Regulations) и впоследствии уточнялись. Это привело к тому, что результаты этого соревнования были зачтены лишь частично, а именно:
- Результаты всех сборок по отдельности были зачтены как единичные попытки. В частности, были зафиксированы мировые, континентальные и национальные рекорды в единичной попытке.
- Результаты дисциплин 4×4×4 и 5×5×5 в зачётном виде (среднее время) также были зачтены, поскольку отличие регламента ЧМ-2003 от принятых правил сочтено некритическим (а именно: на ЧМ-2003 среднее время вычислялось от трёх сделанных сборок, а положения WCA предписывают сделать 5 сборок, отбросить наименьшее и наибольшее время и вычислять среднее из трёх оставшихся результатов)[10].

## Результаты

### Общая таблица победителей и призёров во всех дисциплинах
| Дисциплина               | Первое место    | Второе место     | Третье место    | Всего участников |
| ------------------------ | --------------- | ---------------- | --------------- | ---------------- |
| Куб 3×3×3                | Дэн Найтс       | Джессика Фридрих | Дэвид Уэсли     | 83               |
| Куб 4×4×4                | Масаюки Акимото | Дэвид Уэсли      | Рон ван Брухем  | 22               |
| Куб 5×5×5                | Масаюки Акимото | Дэвид Уэсли      | Грант Трегей    | 15               |
| Куб 3×3×3 вслепую        | Дрор Фомберг    | Сётаро Макидзуми | Дэн Найтс       | 3                |
| Куб 4×4×4 вслепую        | Дрор Фомберг    | -                | -               | 1                |
| Куб 5×5×5 вслепую        | -               | -                | -               | 1                |
| Куб 3×3×3 на число ходов | Мирек Гольян    | Дэвид Барр       | -               | 2                |
| Куб 3×3×3 одной рукой    | Крис Хардвик    | Майкл Аткинсон   | Грант Трегей    | 12               |
| Часы Рубика              | Яап Шерфуис     | Жасмин Ли        | Ларс Вандерберг | 6                |
| Пираминкс                | Энди Белленир   | Джейк Рют        | Джефф Гётц      | 6                |
| Мегаминкс                | Грант Трегей    | Ричард Паттерсон | Рон ван Брухем  | 5                |
| Скваер-1                 | Ларс Вандерберг | Джефф Гётц       | Рон ван Брухем  | 4                |
| Магия Рубика             | Яап Шерфуис     | Джейк Рют        | Джон Моррис     | 6                |
| Мастер-магия             | Яап Шерфуис     | Кевин Брэндон    | Кеннет Брэндон  | 5                |

### Результаты финала дисциплины куб 3×3×3
| Место | Спортсмен        | Страна     | Зачётное время | Статус              | Попытки | Попытки | Попытки | Попытки | Попытки |
| Место | Спортсмен        | Страна     | Зачётное время | Статус              | 1       | 2       | 3       | 4       | 5       |
| ----- | ---------------- | ---------- | -------------- | ------------------- | ------- | ------- | ------- | ------- | ------- |
| 1     | Дэн Найтс        | США        | 20,00          | Мировой рекорд      | 21,13   | 19,93   | 18,95   | (22,07) | (18,76) |
| 2     | Джессика Фридрих | США        | 20,48          |                     | (27,53) | 22,22   | 17,33   | (17,12) | 21,88   |
| 3     | Дэвид Уэсли      | Швеция     | 20,96          | Рекорд Европы       | (24,87) | 21,82   | (19,81) | 19,84   | 21,22   |
| 4     | Ларс Вандерберг  | Бельгия    | 21,54          | Национальный рекорд | 21,42   | (19,27) | 21,49   | (22,19) | 21,70   |
| 5     | Джесс Бонде      | Дания      | 21,68          | Национальный рекорд | 20,34   | 21,29   | 23,42   | (25,06) | (19,21) |
| 6     | Дэвид Аллен      | США        | 21,92          |                     | 22,13   | (17,95) | (27,67) | 24,06   | 19,56   |
| 7     | Джен Минс        | США        | 22,10          |                     | (29,28) | (20,92) | 21,48   | 23,88   | 20,93   |
| 8     | Рон ван Брухем   | Нидерланды | 22,92          | Национальный рекорд | (25,97) | 24,46   | 24,71   | 19,58   | (19,46) |

### Мировые рекорды
Поскольку для всех дисциплин, кроме куба 3×3×3, чемпионат мира в Торонто был первым официальным (признанным WCA и внесённым в базу данных) соревнованием, то и статус мирового рекорда получили результаты, являющиеся лучшими на этом чемпионате. Не исключено, что на непризнанных WCA соревнованиях по этим дисциплинам могли быть более быстрые сборки.
В номинациях «куб 3×3×3 — в лучшей попытке» и «куб 4×4×4 — среднее» зафиксированы по 2 мировых рекорда. Это связано с тем, что поставленный в отборочном туре рекорд был побит в финале на следующий день. Согласно правилу спидкубинга 9i2, в таких случаях фиксируются оба рекорда.
- Куб 3×3×3: в лучшей попытке —  Дэн Найтс 16,71 и  Джесс Бонде 16,53; среднее —  Дэн Найтс 20,00
- Куб 4×4×4: в лучшей попытке —  Масаюки Акимото 1:20,16; среднее —  Дэвид Уэсли 1:30,57
- Куб 5×5×5: в лучшей попытке —  Дэвид Уэсли 2:19,69; среднее —  Дэвид Уэсли 2:50,68 и  Масаюки Акимото 2:50,45
- Куб 3×3×3 вслепую: в лучшей попытке —  Дрор Фомберг 3:56,00
- Куб 4×4×4 вслепую: в лучшей попытке —  Дрор Фомберг 22:35,00
- Куб 3×3×3 на число ходов:  Мирек Гольян 29 ходов
- Куб 3×3×3 одной рукой: в лучшей попытке —  Крис Хардвик[англ.] 44,98
- Часы Рубика: в лучшей попытке —  Яап Шерпиус 38,97
- Пираминкс: в лучшей попытке —  Энди Белленир 14,09
- Мегаминкс: в лучшей попытке —  Грант Трегей 2:12,82
- Скваер-1: в лучшей попытке —  Ларс Вандерберг 41,80
- Магия Рубика: в лучшей попытке —  Яап Шерпиус 3,06
- Мастер-магия: в лучшей попытке —  Яап Шерпиус 8,22